# Anneliese Michel
Anna Elisabeth "Anneliese" Michel [ˈanəˌliːzə ˈmɪçl̩] (sinh ngày 21 tháng 9 năm 1952 – mất 1 tháng 7 năm 1976) là một cô gái người Đức được chẩn đoán mắc chứng rối loạn tâm thần. Trong quá trình cứu chữa, cô đã từng trải qua những nghi lễ trừ tà Công giáo.
Năm 2005, phim điện ảnh The Exorcism of Emily Rose của đạo diễn Scott Derrickson lấy cảm hứng từ câu chuyện của Anneliese.